# Coche (typographie)
Pour les articles homonymes, voir Coche.
Cette page contient des caractères spéciaux ou non latins. S’ils s’affichent mal (▯, ?, etc.), consultez la page d’aide Unicode.
 (janvier 2024).
Si vous disposez d'ouvrages ou d'articles de référence ou si vous connaissez des sites web de qualité traitant du thème abordé ici, merci de compléter l'article en donnant les références utiles à sa vérifiabilité et en les liant à la section « Notes et références ».

Une coche en gras dans une case.

Une coche ou crochet (en anglais, check mark (US) ou tick (Britannique) est un symbole unicode et ISO 10646 (✓, ✔, ☑, etc.) répondant à 3 types de besoin d'un usager humain:
1. signaler un fait accompli (comme cocher la case correspondant à une tâche accomplie dans une liste de contrôle de tâches à accomplir, en anglais to-do list),
2. exprimer une préférence ou une acceptation (comme cocher la case correspondant à une réponse dans un formulaire QCM ou comme cocher la case confirmant avoir lu et compris les termes d'un formulaire contractuel, souvent des Conditions de Vente) ou
3. visualiser l'activation d'une fonctionnalité sur l'interface graphique d'une application.

Le verbe « cocher » est l'action d'inscrire une coche. Au début du XXIe siècle, cette action est régulièrement accomplie par toute personne remplissant des formulaires en ligne ou souhaitant personnaliser l'interface offerte par un site Web.
Le symbole de la coche est à l'origine dérivé de celui d'une croix, ce qui peut sembler paradoxal dans la mesure où sont parfois justement opposées des coches vertes (pour indiquer une validation de quelque chose) et des croix rouges (pour indiquer une élimination). 
Particularité: En Finlande, ce signe est utilisé pour marquer une réponse incorrecte, les réponses correctes étant marquées par le signe moins commercial (⁒).
| Symbole | Code Unicode/ISO 10646 | Nom ISO 10646 (français) / Unicode (anglais)                                  |
| ------- | ---------------------- | ----------------------------------------------------------------------------- |
| Oo✓Oo   | U+2713                 | COCHE / CHECK MARK                                                            |
| Oo✔Oo   | U+2714                 | COCHE ÉPAISSE / HEAVY CHECK MARK (coche en gras)                              |
| Oo🗸Oo   | U+1F5F8                | COCHE FINE                                                                    |
| Oo☐Oo   | U+2610                 | CASE DE BULLETIN / BALLOT BOX                                                 |
| Oo☑Oo   | U+2611                 | CASE DE BULLETIN MARQUÉE D'UNE COCHE / BALLOT BOX WITH CHECK (coche encadrée) |
| Oo🗹Oo   | U+1F5F9                | CASE DE BULLETIN MARQUÉE D'UNE COCHE EN GRAS                                  |

Il s'oppose au caractère :
| Symbole | Code Unicode/ISO 10646 | ISO 10646 (français) / Unicode (anglais)                               |
| ------- | ---------------------- | ---------------------------------------------------------------------- |
| Oo✗Oo   | U+2717                 | X DE VOTE / BALLOT X (croix de vote)                                   |
| Oo✘Oo   | U+2718                 | X DE VOTE ÉPAIS / HEAVY BALLOT X (croix de vote en gras)               |
| Oo☐Oo   | U+2610                 | CASE DE BULLETIN / BALLOT BOX                                          |
| Oo☒Oo   | U+2612                 | CASE DE BULLETIN MARQUÉE D'UN X / BALLOT BOX WITH X (carré avec croix) |